# Cavanillesia chicamochae
Cavanillesia chicamochae är en malvaväxtart som beskrevs av Fern.Alonso. Cavanillesia chicamochae ingår i släktet Cavanillesia och familjen malvaväxter. Inga underarter finns listade i Catalogue of Life.